# レネ・ローゼ (格闘家)
レネ・ローゼ（Rene Rooze、1969年1月26日 - ）は、オランダの男性総合格闘家、キックボクサー。チーム・アーツ所属。

## 来歴
2001年8月19日にK-1でのK-1vs猪木軍の対抗戦で初対決。試合はローゼが安田忠夫を後頭部へのハイキックで失神させKO勝利。
2001年12月31日のINOKI BOM-BA-YE 2001では当初、再戦が予定されていたが、安田の相手はジェロム・レ・バンナに変更された。ローゼの父親が危篤となり、30日朝に急遽帰国したため欠場となった。
2003年12月31日、INOKI BOM-BA-YE 2003で再戦。試合はローゼが側頭部へのマウントパンチでTKO勝利。
2007年12月20日、イノキ・ゲノム・フェデレーションで3度目の対戦。プロレスルールに不慣れなローゼが安田のイス攻撃で失神してしまい、ドクターストップ負け。リベンジを許してしまった。

## 戦績

### 総合格闘技
| 総合格闘技 戦績 | 総合格闘技 戦績 | 総合格闘技 戦績 | 総合格闘技 戦績 | 総合格闘技 戦績 | 総合格闘技 戦績 | 総合格闘技 戦績 |
| --------------- | --------------- | --------------- | --------------- | --------------- | --------------- | --------------- |
| 9 試合          | (T)KO           | 一本            | 判定            | その他          | 引き分け        | 無効試合        |
| 5 勝            | 5               | 0               | 0               | 0               | 0               | 0               |
| 4 敗            | 2               | 1               | 0               | 1               | 0               | 0               |

| 勝敗 | 対戦相手                         | 試合結果                       | 大会名                                     | 開催年月日     |
| ×    | エメリヤーエンコ・アレキサンダー | 1R 0:28 TKO（膝蹴り→パウンド） | Bushido Europe: Rotterdam Rumble           | 2005年10月9日  |
| ×    | ジョシュ・バーネット             | 1R 2:15 KO（マウントパンチ）   | ROMANEX 格闘技世界一決定戦                 | 2004年5月22日  |
| ○    | 安田忠夫                         | 1R 0:52 TKO（マウントパンチ）  | INOKI BOM-BA-YE 2003 馬鹿になれ夢を持て    | 2003年12月31日 |
| ○    | アイヴァン・サラベリー           | 1R 2:42 TKO（右手中指脱臼）    | K-1 SURVIVAL 2003 〜JAPAN GP 決勝戦〜      | 2003年9月21日  |
| ○    | 安田忠夫                         | 3R 0:09 TKO（左ハイキック）    | K-1 ANDY MEMORIAL 2001 〜JAPAN GP 決勝戦〜 | 2001年8月19日  |
| ×    | ヒース・ヒーリング               | 1R 3:20 反則                   | 2 Hot 2 Handle 1                           | 2000年3月5日   |
| ×    | 桜庭和志                         | 18:54 足首固め                 | UWFインターナショナル                      | 1996年6月26日  |
| ○    | 本間聡                           | 2:48 TKO（右ストレート）       | K-1 HERCULES                               | 1995年12月9日  |
| ×    | エンセン井上                     | 1R 6:41 スリーパーホールド     | VALE TUDO JAPAN OPEN 1995                  | 1995年4月20日  |
| ○    | アンドレ・フォン・デ・ウットラー | 1R 2:27 TKO（タオル投入）      | Cage Fight Tournament 1                    | 1995年1月1日   |

### キックボクシング
- K-1: 3戦 1勝 1KO 2敗

| 勝敗 | 対戦相手                     | 試合結果                 | 大会名                                              | 開催年月日    |
| ×    | 天田ヒロミ                   | 1R 1:25 KO（パンチ連打） | K-1 RISING 2002 〜静岡初上陸〜                      | 2002年1月27日 |
| ×    | アティラ・フスコ             | 3R終了 判定0-3           | K-1 Germany Grand Prix 2001 in Oberhausen 【1回戦】 | 2001年5月20日 |
| ○    | ジャン＝クロード・リビエール | 1R 1:50 KO（右膝蹴り）   | K-1 GRAND PRIX '96【スペシャルワンマッチ】          | 1996年5月6日  |